# Моите песни
 Моите песни  е седмият албум на Илия Аргиров, продуциран от Димитър Аргиров и
издаден от Double D Music на 9 декември 2009.

## Информация за албума
Това е последният албум на певеца на македонски народни песни Илия Аргиров. Съдържа 12 от най-полулярните му песни, разработени от Никола Ваклинов, като две са изпети в дует с Любка Рондова и Димитър Аргиров. Записан е между март и септември 2009 г. в студиото на Double D Music, смесен е и е мастериран от Драгомир Драганов в същото студио през ноември 2009 г. Илия Аргиров записва този албум по настояване на сина си Димитър Аргиров, въпреки че от 15 години е бил прекъснал активната си изпълнителска дейност. Той влиза в студио на 78-годишна възраст, като последната песен която записва и изпява изобщо до края на живота си е „Зайди, зайди ясно сонце“. „Моите песни“ е и първият и единствен албум на Илия Аргиров, които излиза на компакт диск.